# منطقة أجمر
أجمر رمزها «AJ» (بالإنجليزية: Ajmer)‏ ، هو تقسيم إداري لدولة الهند تتبع ولاية راجاستان (بالإنجليزية: Rajasthan)‏ ، مركزها هو مدينة أجمر (بالإنجليزية: Ajmer)‏ عدد سكانها حسب تعداد سنة 2001 هو 2,180,526 ، مساحتها 8,481 كم² وكثافة السكان 257 لكل كم² .